# Alfa Romeo Spider Pininfarina 2uettottanta
L'Alfa Romeo 2uettottanta è una concept su meccanica Alfa Romeo Spider, realizzata dalla carrozzeria italiana Pininfarina per celebrare i suoi 80 anni, e presentata al Salone dell'automobile di Ginevra 2010.

## Contesto
La vettura è stata costruita per commemorare gli 80 anni di attività della carrozzeria Pininfarina e i 100 dell'Alfa Romeo. Si pone come erede dell'Alfa Romeo Spider (Duetto).

## Tecnica
La vettura è dotata di un propulsore dalla cilindrata di 1750 cm³ dotata di turbocompressore montato in posizione longitudinale da 200 CV. Tutti i fari impiegano adottano la tecnologia al LED. Per quanto riguarda gli interni e la strumentazione di bordo, il cruscotto ha un'impostazione orientata verso il guidatore, mentre il tunnel centrale ospita il selettore Alfa DNA, in grado di variare l'assetto del mezzo a seconda delle condizioni ambientali tramite tre diverse configurazioni: Dynamic, Normal e All Weather. Il volante, in carbonio, che riprende lo stile della precedente Duetto, integra le levette per il comando sequenziale del cambio a doppia frizione. L'impianto frenante è di tipo carboceramico realizzato dalla Brembo con pinze rosse.

## Estetica
Il profilo estetico è stato molto curato. Il frontale è tagliato da una linea centrale sul frontale del veicolo con al centro il classico scudetto della casa del biscione. La parte laterale è percorsa da una linea che parte dal passaruota anteriore e si fonde in quello posteriore.